# Manou Scheitler
Manou Scheitler (1º marzo 1958 – 13 maggio 2025) è stato un calciatore lussemburghese, di ruolo attaccante.

## Carriera

### Club
Ha giocato nella massima serie lussemburghese con il Jeunesse Esch.

### Nazionale
Dal 1979 al 1982 ha giocato 6 partite con la Nazionale lussemburghese.